# Supertramp/Auszeichnungen für Musikverkäufe

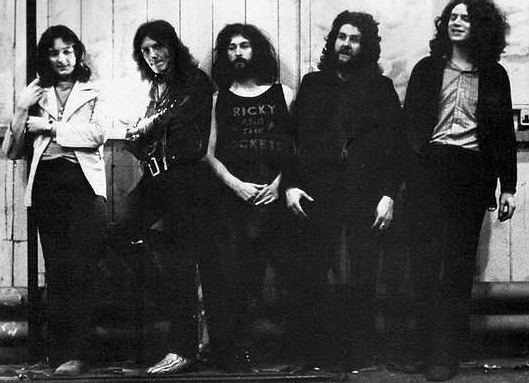
Supertramp (1971)

Dies ist eine Übersicht über die Auszeichnungen für Musikverkäufe der britischen Pop-/Rockband Supertramp. Die Auszeichnungen finden sich nach ihrer Art (Gold, Platin usw.), nach Staaten getrennt in chronologischer Reihenfolge, geordnet sowie nach den Tonträgern selbst, ebenfalls in chronologischer Reihenfolge, getrennt nach Medium (Alben, Singles usw.), wieder.

## Auszeichnungen
| - Vereinigtes Königreich - 1977: für das Album Even in the Quietest Moments … - 2022: für das Album Retrospectacle – The Supertramp Anthology (Polydor) - Australien - 1976: für das Album Crime of the Century - 1976: für das Album Crisis? What Crisis? - 1979: für das Album Breakfast in America - 1994: für das Album The Very Best of Supertramp - Belgien - 1979: für das Album Breakfast in America - Brasilien - 1983: für das Album “…famous last words…” - Dänemark - 2024: für die Single Breakfast in America - 2025: für das Album Breakfast in America - 2025: für die Single Give a Little Bit - Deutschland - 1978: für das Album Even in the Quietest Moments … - 1978: für das Album Crime of the Century - 1981: für das Album Paris - 1983: für das Album Crisis? What Crisis? - 1984: für das Album Die Songs einer Supergruppe - 1985: für das Album Brother Where You Bound - 1990: für das Album The Very Best of Supertramp - 1997: für das Album Some Things Never Change - Frankreich (SNEP) - 1979: für das Album Crisis? What Crisis? - 1979: für die Single The Logical Song - 1980: für das Album Paris - 1983: für das Album Indelibly Stamped - 1983: für das Album Supertramp - 1988: für das Album Free as a Bird - 1994: für das Album The Very Best of Supertramp 2 - 1999: für das Album It Was the Best of Times - 2002: für das Album Slow Motion - Griechenland - 1980: für das Album Breakfast in America - Israel - 1979: für das Album Breakfast in America - Italien - 2021: für die Single The Logical Song - 2023: für die Single Breakfast in America - Kanada - 1979: für die Single Goodbye Stranger - 1981: für das Album Supertramp - 1981: für das Album Indelibly Stamped - 1983: für die Single It’s Raining Again - 1987: für das Album Free as a Bird - Neuseeland - 2005: für das Album Retrospectacle – The Supertramp Anthology - Niederlande - 1976: für das Album Crime of the Century - 1976: für das Album Crisis? What Crisis? - 1982: für das Album “…famous last words…” - Norwegen - 1978: für das Album Even in the Quietest Moments … - 1979: für das Album Breakfast in America - Österreich - 1998: für das Album The Very Best of Supertramp - Portugal - 1978: für das Album Crime of the Century - Schweden - 1976: für das Album Crime of the Century - 1976: für das Album Crisis? What Crisis? - 1999: für das Album The Very Best of Supertramp - Schweiz - 1986: für das Album Brother Where You Bound - 1989: für das Album The Autobiography of Supertramp - 1990: für das Album Crime of the Century - 1991: für das Album Breakfast in America - 1994: für das Album The Very Best of Supertramp 2 - 1998: für das Album Free as a Bird - 2002: für das Album Slow Motion - Spanien - 1985: für das Album Brother Where You Bound - 1997: für das Album Some Things Never Change - 1998: für das Album Free as a Bird - Vereinigte Staaten - 1977: für das Album Even in the Quietest Moments … - 1977: für das Album Crime of the Century - 1980: für das Album Paris - 1983: für das Album “…famous last words…” - Vereinigtes Königreich - 1975: für das Album Crime of the Century - 1976: für das Album Crisis? What Crisis? - 1980: für das Album Paris - 1982: für das Album “…famous last words…” - 1997: für das Album The Very Best of Supertramp 2 - 2023: für die Single The Logical Song - 2023: für die Single Give a Little Bit - 2023: für die Single Breakfast in America | - Frankreich - 1986: für das Album Brother Where You Bound - 1997: für das Album Some Things Never Change - Niederlande - 1977: für das Album Even in the Quietest Moments … - Portugal - 1979: für das Album Breakfast in America - Spanien - 1979: für das Album Breakfast in America - Argentinien - 1990: für das Album The Very Best of Supertramp - Australien - 1982: für das Album “…famous last words…” - Deutschland - 1979: für das Album Breakfast in America - 1983: für das Album “…famous last words…” - Frankreich (SNEP) - 1980: für das Album Breakfast in America - 1980: für das Album Crime of the Century - 1981: für das Album Even in the Quietest Moments … - 1983: für das Album “…famous last words…” - Frankreich (UPFI) - 2012: für das Videoalbum Live in Paris ’79 - Italien - 2021: für das Album Breakfast in America - Kanada - 1976: für das Album Crisis? What Crisis? - 1977: für das Album Even in the Quietest Moments … - 1979: für die Single The Logical Song - 1980: für das Album Paris - 1983: für das Album “…famous last words…” - 1985: für das Album Brother Where You Bound - Neuseeland - 1981: für das Album Paris - 1983: für das Album “…famous last words…” - 1987: für das Album The Autobiography of Supertramp - 2007: für das Videoalbum The Story So Far - 2022: für die Single The Logical Song - Schweiz - 1997: für das Album Even in the Quietest Moments … - 1997: für das Album Some Things Never Change - Spanien - 1991: für das Album The Very Best of Supertramp - 2005: für das Album Retrospectacle – The Supertramp Anthology - 2024: für die Single The Logical Song - 2024: für die Single Give a Little Bit - 2024: für die Single Breakfast in America - Vereinigte Staaten - 2001: für das Album Classics, Vol. 9 - Vereinigtes Königreich - 1979: für das Album Breakfast in America - 1992: für das Album The Autobiography of Supertramp - 2015: für das Album The Very Best of Supertramp | - Europa - 1991: für das Album The Very Best of Supertramp - Frankreich (SNEP) - 1991: für das Album The Very Best of Supertramp - Kanada - 1996: für das Album The Very Best of Supertramp - Neuseeland - 1979: für das Album Crisis? What Crisis? - 1979: für das Album Even in the Quietest Moments … - 1993: für das Album The Very Best of Supertramp - 2023: für die Single Give a Little Bit - Niederlande - 1980: für das Album Breakfast in America - Schweiz - 1994: für das Album The Very Best of Supertramp - Vereinigtes Königreich - 2018: für das Album Retrospectacle – The Supertramp Anthology (A&M) - Neuseeland - 1979: für das Album Crime of the Century - Schweiz - 1981: für das Album Breakfast in America - Vereinigte Staaten - 1984: für das Album Breakfast in America - Neuseeland - 1980: für das Album Breakfast in America - Kanada - 1979: für das Album Crime of the Century - 1979: für das Album Breakfast in America |

## Auszeichnungen nach Alben

### Supertramp
| Land/Region       | Auszeichnungen für Musikverkäufe (Land/Region, Auszeichnung, Verkäufe) | Verkäufe |
| ----------------- | ---------------------------------------------------------------------- | -------- |
| Frankreich (SNEP) | Gold                                                                   | 100.000  |
| Kanada (MC)       | Gold                                                                   | 50.000   |
| Insgesamt         | 2× Gold ·                                                              | 150.000  |

### Indelibly Stamped
| Land/Region       | Auszeichnungen für Musikverkäufe (Land/Region, Auszeichnung, Verkäufe) | Verkäufe |
| ----------------- | ---------------------------------------------------------------------- | -------- |
| Frankreich (SNEP) | Gold                                                                   | 100.000  |
| Kanada (MC)       | Gold                                                                   | 50.000   |
| Insgesamt         | 2× Gold ·                                                              | 150.000  |

### Crime of the Century
| Land/Region                  | Auszeichnungen für Musikverkäufe (Land/Region, Auszeichnung, Verkäufe) | Verkäufe  |
| ---------------------------- | ---------------------------------------------------------------------- | --------- |
| Australien (ARIA)            | Gold                                                                   | 20.000    |
| Deutschland (BVMI)           | Gold                                                                   | 250.000   |
| Frankreich (SNEP)            | Platin                                                                 | 400.000   |
| Kanada (MC)                  | Diamant                                                                | 1.000.000 |
| Neuseeland (RMNZ)            | 3× Platin                                                              | 60.000    |
| Niederlande (NVPI)           | Gold                                                                   | 50.000    |
| Portugal (AFP)               | Gold                                                                   | 25.000    |
| Schweden (IFPI)              | Gold                                                                   | 50.000    |
| Schweiz (IFPI)               | Gold                                                                   | 25.000    |
| Vereinigte Staaten (RIAA)    | Gold                                                                   | 600.000   |
| Vereinigtes Königreich (BPI) | Gold                                                                   | 100.000   |
| Insgesamt                    | 8× Gold · 4× Platin · 1× Diamant ·                                     | 2.580.000 |

### Crisis? What Crisis?
| Land/Region                  | Auszeichnungen für Musikverkäufe (Land/Region, Auszeichnung, Verkäufe) | Verkäufe |
| ---------------------------- | ---------------------------------------------------------------------- | -------- |
| Australien (ARIA)            | Gold                                                                   | 20.000   |
| Deutschland (BVMI)           | Gold                                                                   | 250.000  |
| Frankreich (SNEP)            | Gold                                                                   | 100.000  |
| Kanada (MC)                  | Platin                                                                 | 100.000  |
| Neuseeland (RMNZ)            | 2× Platin                                                              | 40.000   |
| Niederlande (NVPI)           | Gold                                                                   | 50.000   |
| Schweden (IFPI)              | Gold                                                                   | 50.000   |
| Vereinigtes Königreich (BPI) | Gold                                                                   | 100.000  |
| Insgesamt                    | 6× Gold · 3× Platin ·                                                  | 710.000  |

### Even in the Quietest Moments …
| Land/Region                  | Auszeichnungen für Musikverkäufe (Land/Region, Auszeichnung, Verkäufe) | Verkäufe  |
| ---------------------------- | ---------------------------------------------------------------------- | --------- |
| Deutschland (BVMI)           | Gold                                                                   | 250.000   |
| Frankreich (SNEP)            | Platin                                                                 | 400.000   |
| Kanada (MC)                  | Platin                                                                 | 100.000   |
| Neuseeland (RMNZ)            | 2× Platin                                                              | 40.000    |
| Niederlande (NVPI)           | 2× Gold                                                                | 100.000   |
| Norwegen (IFPI)              | Gold                                                                   | 25.000    |
| Schweiz (IFPI)               | Platin                                                                 | 50.000    |
| Vereinigte Staaten (RIAA)    | Gold                                                                   | 500.000   |
| Vereinigtes Königreich (BPI) | Silber                                                                 | 60.000    |
| Insgesamt                    | 1× Silber · 5× Gold · 5× Platin ·                                      | 1.525.000 |

### Breakfast in America
| Land/Region                  | Auszeichnungen für Musikverkäufe (Land/Region, Auszeichnung, Verkäufe) | Verkäufe  |
| ---------------------------- | ---------------------------------------------------------------------- | --------- |
| Australien (ARIA)            | Gold                                                                   | 20.000    |
| Belgien (BRMA)               | Gold                                                                   | 25.000    |
| Dänemark (IFPI)              | Gold                                                                   | 10.000    |
| Deutschland (BVMI)           | Platin                                                                 | 500.000   |
| Frankreich (SNEP)            | Platin                                                                 | 3.200.000 |
| Griechenland (IFPI)          | Gold                                                                   | 50.000    |
| Israel (IFPI)                | Gold                                                                   | 20.000    |
| Italien (FIMI)               | Platin                                                                 | 50.000    |
| Kanada (MC)                  | Diamant                                                                | 1.000.000 |
| Neuseeland (RMNZ)            | 5× Platin                                                              | 100.000   |
| Niederlande (NVPI)           | 2× Platin                                                              | 200.000   |
| Norwegen (IFPI)              | Gold                                                                   | 25.000    |
| Portugal (AFP)               | 2× Gold                                                                | 50.000    |
| Schweiz (IFPI)               | 3× Platin (1981) · + Gold (1991)                                       | 175.000   |
| Spanien (Promusicae)         | 2× Gold                                                                | 100.000   |
| Vereinigte Staaten (RIAA)    | 4× Platin                                                              | 4.000.000 |
| Vereinigtes Königreich (BPI) | Platin                                                                 | 300.000   |
| Insgesamt                    | 11× Gold · 18× Platin · 1× Diamant ·                                   | 9.825.000 |

### Paris
| Land/Region                  | Auszeichnungen für Musikverkäufe (Land/Region, Auszeichnung, Verkäufe) | Verkäufe  |
| ---------------------------- | ---------------------------------------------------------------------- | --------- |
| Deutschland (BVMI)           | Gold                                                                   | 250.000   |
| Frankreich (SNEP)            | Gold                                                                   | 100.000   |
| Kanada (MC)                  | Platin                                                                 | 100.000   |
| Neuseeland (RMNZ)            | Platin                                                                 | 20.000    |
| Vereinigte Staaten (RIAA)    | Gold                                                                   | 500.000   |
| Vereinigtes Königreich (BPI) | Gold                                                                   | 100.000   |
| Insgesamt                    | 4× Gold · 2× Platin ·                                                  | 1.070.000 |

### “…famous last words…”
| Land/Region                  | Auszeichnungen für Musikverkäufe (Land/Region, Auszeichnung, Verkäufe) | Verkäufe  |
| ---------------------------- | ---------------------------------------------------------------------- | --------- |
| Australien (ARIA)            | Platin                                                                 | 50.000    |
| Brasilien (PMB)              | Gold                                                                   | 100.000   |
| Deutschland (BVMI)           | Platin                                                                 | 500.000   |
| Frankreich (SNEP)            | Platin                                                                 | 300.000   |
| Kanada (MC)                  | Platin                                                                 | 100.000   |
| Neuseeland (RMNZ)            | Platin                                                                 | 20.000    |
| Niederlande (NVPI)           | Gold                                                                   | 50.000    |
| Vereinigte Staaten (RIAA)    | Gold                                                                   | 500.000   |
| Vereinigtes Königreich (BPI) | Gold                                                                   | 100.000   |
| Insgesamt                    | 4× Gold · 5× Platin ·                                                  | 1.720.000 |

### Die Songs einer Supergruppe
| Land/Region        | Auszeichnungen für Musikverkäufe (Land/Region, Auszeichnung, Verkäufe) | Verkäufe |
| ------------------ | ---------------------------------------------------------------------- | -------- |
| Deutschland (BVMI) | Gold                                                                   | 250.000  |
| Insgesamt          | 1× Gold ·                                                              | 250.000  |

### Brother Where You Bound
| Land/Region          | Auszeichnungen für Musikverkäufe (Land/Region, Auszeichnung, Verkäufe) | Verkäufe |
| -------------------- | ---------------------------------------------------------------------- | -------- |
| Deutschland (BVMI)   | Gold                                                                   | 250.000  |
| Frankreich (SNEP)    | 2× Gold                                                                | 200.000  |
| Kanada (MC)          | Platin                                                                 | 100.000  |
| Schweiz (IFPI)       | Gold                                                                   | 25.000   |
| Spanien (Promusicae) | Gold                                                                   | 50.000   |
| Insgesamt            | 5× Gold · 1× Platin ·                                                  | 625.000  |

### The Autobiography of Supertramp
| Land/Region                  | Auszeichnungen für Musikverkäufe (Land/Region, Auszeichnung, Verkäufe) | Verkäufe |
| ---------------------------- | ---------------------------------------------------------------------- | -------- |
| Neuseeland (RMNZ)            | Platin                                                                 | 20.000   |
| Schweiz (IFPI)               | Gold                                                                   | 25.000   |
| Vereinigtes Königreich (BPI) | Platin                                                                 | 300.000  |
| Insgesamt                    | 1× Gold · 2× Platin ·                                                  | 345.000  |

### Classics, Vol. 9
| Land/Region               | Auszeichnungen für Musikverkäufe (Land/Region, Auszeichnung, Verkäufe) | Verkäufe  |
| ------------------------- | ---------------------------------------------------------------------- | --------- |
| Vereinigte Staaten (RIAA) | Platin                                                                 | 1.000.000 |
| Insgesamt                 | 1× Platin ·                                                            | 1.000.000 |

### Free as a Bird
| Land/Region          | Auszeichnungen für Musikverkäufe (Land/Region, Auszeichnung, Verkäufe) | Verkäufe |
| -------------------- | ---------------------------------------------------------------------- | -------- |
| Frankreich (SNEP)    | Gold                                                                   | 100.000  |
| Kanada (MC)          | Gold                                                                   | 50.000   |
| Schweiz (IFPI)       | Gold                                                                   | 25.000   |
| Spanien (Promusicae) | Gold                                                                   | 50.000   |
| Insgesamt            | 4× Gold ·                                                              | 225.000  |

### The Very Best of Supertramp
| Land/Region                  | Auszeichnungen für Musikverkäufe (Land/Region, Auszeichnung, Verkäufe) | Verkäufe  |
| ---------------------------- | ---------------------------------------------------------------------- | --------- |
| Argentinien (CAPIF)          | Platin                                                                 | 60.000    |
| Australien (ARIA)            | Gold                                                                   | 35.000    |
| Deutschland (BVMI)           | Gold                                                                   | (400.000) |
| Europa (IFPI)                | 2× Platin                                                              | 2.000.000 |
| Frankreich (SNEP)            | 2× Platin                                                              | (600.000) |
| Italien (FIMI)               | —                                                                      | (150.000) |
| Kanada (MC)                  | 2× Platin                                                              | 200.000   |
| Neuseeland (RMNZ)            | 2× Platin                                                              | 30.000    |
| Österreich (IFPI)            | Gold                                                                   | (25.000)  |
| Schweden (IFPI)              | Gold                                                                   | (50.000)  |
| Schweiz (IFPI)               | 2× Platin                                                              | (100.000) |
| Spanien (Promusicae)         | Platin                                                                 | (100.000) |
| Vereinigtes Königreich (BPI) | Platin                                                                 | (300.000) |
| Insgesamt                    | 4× Gold · 13× Platin ·                                                 | 2.325.000 |

### The Very Best of Supertramp 2
| Land/Region                  | Auszeichnungen für Musikverkäufe (Land/Region, Auszeichnung, Verkäufe) | Verkäufe |
| ---------------------------- | ---------------------------------------------------------------------- | -------- |
| Frankreich (SNEP)            | Gold                                                                   | 100.000  |
| Schweiz (IFPI)               | Gold                                                                   | 25.000   |
| Vereinigtes Königreich (BPI) | Gold                                                                   | 25.000   |
| Insgesamt                    | 3× Gold ·                                                              | 150.000  |

### Some Things Never Change
| Land/Region          | Auszeichnungen für Musikverkäufe (Land/Region, Auszeichnung, Verkäufe) | Verkäufe |
| -------------------- | ---------------------------------------------------------------------- | -------- |
| Deutschland (BVMI)   | Gold                                                                   | 250.000  |
| Frankreich (SNEP)    | 2× Gold                                                                | 200.000  |
| Schweiz (IFPI)       | Platin                                                                 | 50.000   |
| Spanien (Promusicae) | Gold                                                                   | 50.000   |
| Insgesamt            | 3× Gold · 1× Platin ·                                                  | 550.000  |

### It Was the Best of Times
| Land/Region       | Auszeichnungen für Musikverkäufe (Land/Region, Auszeichnung, Verkäufe) | Verkäufe |
| ----------------- | ---------------------------------------------------------------------- | -------- |
| Frankreich (SNEP) | Gold                                                                   | 100.000  |
| Insgesamt         | 1× Gold ·                                                              | 100.000  |

### Slow Motion
| Land/Region       | Auszeichnungen für Musikverkäufe (Land/Region, Auszeichnung, Verkäufe) | Verkäufe |
| ----------------- | ---------------------------------------------------------------------- | -------- |
| Frankreich (SNEP) | Gold                                                                   | 100.000  |
| Schweiz (IFPI)    | Gold                                                                   | 20.000   |
| Insgesamt         | 2× Gold ·                                                              | 120.000  |

### Retrospectacle – The Supertramp Anthology
| Land/Region                  | Auszeichnungen für Musikverkäufe (Land/Region, Auszeichnung, Verkäufe) | Verkäufe |
| ---------------------------- | ---------------------------------------------------------------------- | -------- |
| Neuseeland (RMNZ)            | Gold                                                                   | 7.500    |
| Spanien (Promusicae)         | Platin                                                                 | 100.000  |
| Vereinigtes Königreich (BPI) | 2× Platin (A&M) · + Silber (Polydor)                                   | 660.000  |
| Insgesamt                    | 1× Silber · 1× Gold · 3× Platin ·                                      | 767.500  |

## Auszeichnungen nach Singles

### Give a Little Bit
| Land/Region                  | Auszeichnungen für Musikverkäufe (Land/Region, Auszeichnung, Verkäufe) | Verkäufe |
| ---------------------------- | ---------------------------------------------------------------------- | -------- |
| Dänemark (IFPI)              | Gold                                                                   | 45.000   |
| Neuseeland (RMNZ)            | 2× Platin                                                              | 60.000   |
| Spanien (Promusicae)         | Platin                                                                 | 60.000   |
| Vereinigtes Königreich (BPI) | Gold                                                                   | 400.000  |
| Insgesamt                    | 2× Gold · 3× Platin ·                                                  | 565.000  |

### Breakfast in America
| Land/Region                  | Auszeichnungen für Musikverkäufe (Land/Region, Auszeichnung, Verkäufe) | Verkäufe |
| ---------------------------- | ---------------------------------------------------------------------- | -------- |
| Dänemark (IFPI)              | Gold                                                                   | 45.000   |
| Italien (FIMI)               | Gold                                                                   | 50.000   |
| Spanien (Promusicae)         | Platin                                                                 | 60.000   |
| Vereinigtes Königreich (BPI) | Gold                                                                   | 400.000  |
| Insgesamt                    | 3× Gold · 1× Platin ·                                                  | 555.000  |

### Goodbye Stranger
| Land/Region | Auszeichnungen für Musikverkäufe (Land/Region, Auszeichnung, Verkäufe) | Verkäufe |
| ----------- | ---------------------------------------------------------------------- | -------- |
| Kanada (MC) | Gold                                                                   | 75.000   |
| Insgesamt   | 1× Gold ·                                                              | 75.000   |

### The Logical Song
| Land/Region                  | Auszeichnungen für Musikverkäufe (Land/Region, Auszeichnung, Verkäufe) | Verkäufe  |
| ---------------------------- | ---------------------------------------------------------------------- | --------- |
| Frankreich (SNEP)            | Gold                                                                   | 500.000   |
| Italien (FIMI)               | Gold                                                                   | 35.000    |
| Kanada (MC)                  | Platin                                                                 | 150.000   |
| Neuseeland (RMNZ)            | Platin                                                                 | 30.000    |
| Spanien (Promusicae)         | Platin                                                                 | 60.000    |
| Vereinigtes Königreich (BPI) | Gold                                                                   | 400.000   |
| Insgesamt                    | 3× Gold · 3× Platin ·                                                  | 1.175.000 |

### It’s Raining Again
| Land/Region | Auszeichnungen für Musikverkäufe (Land/Region, Auszeichnung, Verkäufe) | Verkäufe |
| ----------- | ---------------------------------------------------------------------- | -------- |
| Kanada (MC) | Gold                                                                   | 75.000   |
| Insgesamt   | 1× Gold ·                                                              | 75.000   |

## Auszeichnungen nach Videoalben

### The Story So Far
| Land/Region       | Auszeichnungen für Musikverkäufe (Land/Region, Auszeichnung, Verkäufe) | Verkäufe |
| ----------------- | ---------------------------------------------------------------------- | -------- |
| Neuseeland (RMNZ) | Platin                                                                 | 5.000    |
| Insgesamt         | 1× Platin ·                                                            | 5.000    |

### Live in Paris ’79
| Land/Region       | Auszeichnungen für Musikverkäufe (Land/Region, Auszeichnung, Verkäufe) | Verkäufe |
| ----------------- | ---------------------------------------------------------------------- | -------- |
| Frankreich (UPFI) | Platin                                                                 | 15.000   |
| Insgesamt         | 1× Platin ·                                                            | 15.000   |

## Statistik und Quellen
| Land/RegionAuszeichnungen für Musikverkäufe (Land/Region, Auszeichnungen, Verkäufe, Quellen) | Silber     | Gold       | Platin       | Diamant     | Verkäufe    | Quellen                                                     |
| -------------------------------------------------------------------------------------------- | ---------- | ---------- | ------------ | ----------- | ----------- | ----------------------------------------------------------- |
| Argentinien (CAPIF)                                                                          | —          | —          | Platin1      | —           | 60.000      | capif.org.ar (Memento vom 31. Mai 2011 im Internet Archive) |
| Australien (ARIA)                                                                            | —          | 4× Gold4   | Platin1      | —           | 145.000     | aria.com.au                                                 |
| Belgien (BRMA)                                                                               | —          | Gold1      | —            | —           | 25.000      | Einzelnachweise                                             |
| Brasilien (PMB)                                                                              | —          | Gold1      | —            | —           | 100.000     | Einzelnachweise                                             |
| Dänemark (IFPI)                                                                              | —          | 3× Gold3   | —            | —           | 100.000     | ifpi.dk                                                     |
| Deutschland (BVMI)                                                                           | —          | 8× Gold8   | 2× Platin2   | —           | 3.150.000   | musikindustrie.de                                           |
| Europa (IFPI)                                                                                | —          | —          | 2× Platin2   | —           | (2.000.000) | Einzelnachweise                                             |
| Frankreich (SNEP)                                                                            | —          | 13× Gold13 | 6× Platin6   | —           | 6.600.000   | infodisc.fr snepmusique.com                                 |
| Frankreich (UPFI)                                                                            | —          | —          | Platin1      | —           | 15.000      | upfi.fr                                                     |
| Griechenland (IFPI)                                                                          | —          | Gold1      | —            | —           | 50.000      | Einzelnachweise                                             |
| Israel (IFPI)                                                                                | —          | Gold1      | —            | —           | 20.000      | Einzelnachweise                                             |
| Italien (FIMI)                                                                               | —          | 2× Gold2   | Platin1      | —           | 135.000     | fimi.it                                                     |
| Kanada (MC)                                                                                  | —          | 5× Gold5   | 8× Platin8   | 2× Diamant2 | 3.200.000   | musiccanada.com                                             |
| Neuseeland (RMNZ)                                                                            | —          | Gold1      | 21× Platin21 | —           | 432.500     | aotearoamusiccharts.co.nz NZ2                               |
| Niederlande (NVPI)                                                                           | —          | 5× Gold5   | 2× Platin2   | —           | 450.000     | nvpi.nl                                                     |
| Norwegen (IFPI)                                                                              | —          | 2× Gold2   | —            | —           | 50.000      | Einzelnachweise                                             |
| Österreich (IFPI)                                                                            | —          | Gold1      | —            | —           | 25.000      | ifpi.at                                                     |
| Portugal (AFP)                                                                               | —          | 3× Gold3   | —            | —           | 75.000      | Einzelnachweise                                             |
| Schweden (IFPI)                                                                              | —          | 3× Gold3   | —            | —           | 150.000     | sverigetopplistan.se                                        |
| Schweiz (IFPI)                                                                               | —          | 7× Gold7   | 7× Platin7   | —           | 520.000     | hitparade.ch                                                |
| Spanien (Promusicae)                                                                         | —          | 5× Gold5   | 5× Platin5   | —           | 630.000     | elportaldemusica.es ES2 ES3                                 |
| Vereinigte Staaten (RIAA)                                                                    | —          | 4× Gold4   | 5× Platin5   | —           | 7.100.000   | riaa.com                                                    |
| Vereinigtes Königreich (BPI)                                                                 | 2× Silber2 | 8× Gold8   | 5× Platin5   | —           | 3.220.000   | bpi.co.uk                                                   |
| Insgesamt                                                                                    | 2× Silber2 | 78× Gold78 | 67× Platin67 | 2× Diamant2 |             |                                                             |